# Armit Island
Armit Island liegt etwa 17 Kilometer östlich von Airlie Beach entfernt in Queensland, Australien. Sie wird zu der Northern Islands Group, der nördlichen Untergruppe der Whitsunday Islands gezählt. 
Namensgebend war vermutlich der Schiffsoffizier Robert Armit, der sich auf der Suche einer Norddurchfahrt der Whitsunday Islands im Jahre 1866 auf der HMS Salamander unter Commander George Nares befand. Die Insel war auch unter dem Namen Wedge Island bekannt. 
Neben der Armit Insel befindet sich die Little Armit Island und zwei kleine aus dem Wasser ragende Riffe. In den 1890er Jahren soll sich ein Siedler namens Heron zeitweise auf der großen Armit-Insel aufgehalten haben. Die Insel ist nur mit Booten und mit keiner Schifffahrtslinie erreichbar. 
Die Insel hat einen sandigen Strand und ist bewaldet. Auf der Insel befindet sich ein kleiner Campingplatz, der wegen des Vogel- und Tierschutzes nur vom 1. Oktober bis 31. März jeden Jahres von maximal 12 selbstversorgenden Personen benutzt werden kann. Offenes Feuer und die Verwendung von Generatoren sind verboten.  